# Énée et la Sibylle aux Enfers
Énée et la Sibylle aux Enfers est une peinture mythologique du peintre flamand Jan Brueghel le Jeune réalisée dans les années 1630.
Le tableau fait partie de la collection du Metropolitan Museum of Art de New York depuis 1991. 

## Sujet
Le tableau s'inspire de l'Énéide, le poème épique écrit dans la Rome antique par Virgile : dans le Chant VI (Descente d'Enée aux Enfers), Énée, le protagoniste, est guidé à travers l'Hadès par la Sibylle de Cumes, une prêtresse du temple.

## Description
L'oeuvre est très similaire dans sa composition à un tableau du même sujet réalisé vers 1600 par son père Jan Brueghel l'Ancien, conservé au Kunsthistorisches Museum de Vienne. Brueghel l'Ancien, lui aussi, s'était inspiré des toiles de Jérôme Bosch pour réaliser le paysage des enfers. 